# Sh (二合字母)
Sh是由S和H組成的拉丁二合字母。

## 歐洲語言

### 阿爾巴尼亞語
阿爾巴尼亞語中，「sh」代表清齦後擦音 （國際音標：/ʃ/）。這是一個獨立字母，名為「shë」（/ʃə/），排列在S和T之間。

### 英語
英語中的「sh」代表清齦後擦音 （國際音標：/ʃ/）。例外的是合成詞 中，s和h不組成二合字母，而需要分別讀出，如hogshead 讀如hogs-head /hɒgzhɛd/，而非/hɒgʃɛd/。sh並不被視為獨立字母。
American Literary 的盲文安排中，sh的縮約形式為(1 4 6)點樣式，獨立時表示單字shall。

### 愛爾蘭語
愛爾蘭語中sh的發音為[h]，表示弱化的s；例如，mo shaol [mə hiːɫ] 我的生命 （比較： saol [sˠiːɫ] 生命）。

### 奧克語
奧克語的sh代表清齦後擦音（國際音標：/ʃ/）。它主要在奧克語的Gascon方言出現，對應其他方言的s或ss：peish = peis魚、naishença = naissença誕生、sheis = sièis六。sh前的i不發聲：peish, naishença讀如[ˈpeʃ, naˈʃensɔ]。有些字在所有奧克語方言中都有sh，是被其他方言採用的Gascon字（Aush, Arcaishon）或外語借詞（shampó）。
關於 「s·h」，請見間隔號#奧克語。

## 羅馬化
中文的漢語拼音、威妥瑪拼音和耶鲁拼音中，「sh」代表清卷舌擦音（國際音標：[ʂ]），與清齦顎擦音（國際音標：[ɕ]，漢語拼音寫作x，威妥瑪寫作hs，耶魯寫作sy）相對。
日語的平文式羅馬字中，「sh」代表（國際音標：[ɕ]），這個音在其他羅馬字中，在i前寫作s，在其他元音前寫作sy。

## 國際輔助語

### 伊多語
伊多語中，sh代表清齦後擦音（國際音標：/ʃ/）。